# Bob Bell
Bob Bell (născut 10 aprilie 1958) este managerul și  Ofițerul Tehnic Șef al echipei de Formula 1, Renault F1.